# دانشکده پزشکی دانشگاه بوستون
دانشکده پزشکی دانشگاه بوستون به عنوان اولین مرکز آموزشی محسوب می‌شود که تربیت پزشکان زن را در برنامه خود قرار داد و به عنوان دانشکده پزشکی دختران در نیوانگلند شناخته می‌شد که نهایتاً در سال ۱۸۷۳ به نام فعلی خود به عنوان دانشکده پزشکی دانشگاه بوستون (BUMS) تغییر نام داد. این دانشکده همچنین به عنوان اولین دانشکده‌ای است که به آمریکایی‌های آفریقایی‌تبار و زنان آمریکایی آفریقایی-تبار مدرک پزشکی ارائه داده است.

## پذیرش
از ۱۱ هزار درخواست در سال ۲۰۱۰ از ۳۷ ایالت و ۱۹ کشور، تنها ۱۷۱ نفر در دوره پزشکی عمومی و ۷ نفر در دوره MD-PhD پذیرفته شدند.

## بیمارستان آموزشی
- مرکز پزشکی بوستون
- مرکز پزشکی راجر ویلیامز
- مرکز پزشکی کویینسی
- مرکز پزشکی براکتون
- بیمارستان بورنوود
- بیمارستان کارنی
- بیمارستان کیپ کود